# Cinzia Monreale
Cinzia Monreale născută Cinzia Moscone (n. 22 iunie 1957, Genova, Italia) este o actriță italiană de film și de televiziune. Printre cele mai cunoscute filme ale sale se numără Acea mișcare care îmi place atât de mult (1976), Pe veci al tău (1976), Șaua de argint și Piedone în Egipt (1980).

## Biografie
Cinzia Monreale s-a născut la Genova în 1957 și este fiica cântăreței de operă Mirella Zaza.
A început o carieră ca model înainte de a se lansa în cinematografie.
În 1975, la 17 ani, a debutat în film într-un mic rol în comedia Son tornate a fiorire le rose de Vittorio Sindoni⁠(d), apoi a obținut primele roluri principale, tot alături de regizorul Sindoni, în comediile Pe veci al tău și Per amore di Cesarina.
A apărut în mai multe filme în anii șaptezeci, în special în filmul western spaghetti Șaua de argint alături de Giuliano Gemma, unde a lucrat pentru prima dată cu celebrul regizor de film horror Lucio Fulci. În 1979, a jucat în comedia de acțiune Piedone  în Egipt alături de Bud Spencer.
Mai târziu a jucat în unele drame de televiziune precum Turbo, Un posto al sole și telenovela Incantesimo, în care a jucat rolul Soniei Solari. S-a întors la cinema cu Un om bun de Maurizio Zaccaro, Sindromul Stendhal de Dario Argento și Când o femeie nu doarme de Nino Bizzarri.

## Filmografie selectivă

### Cinema

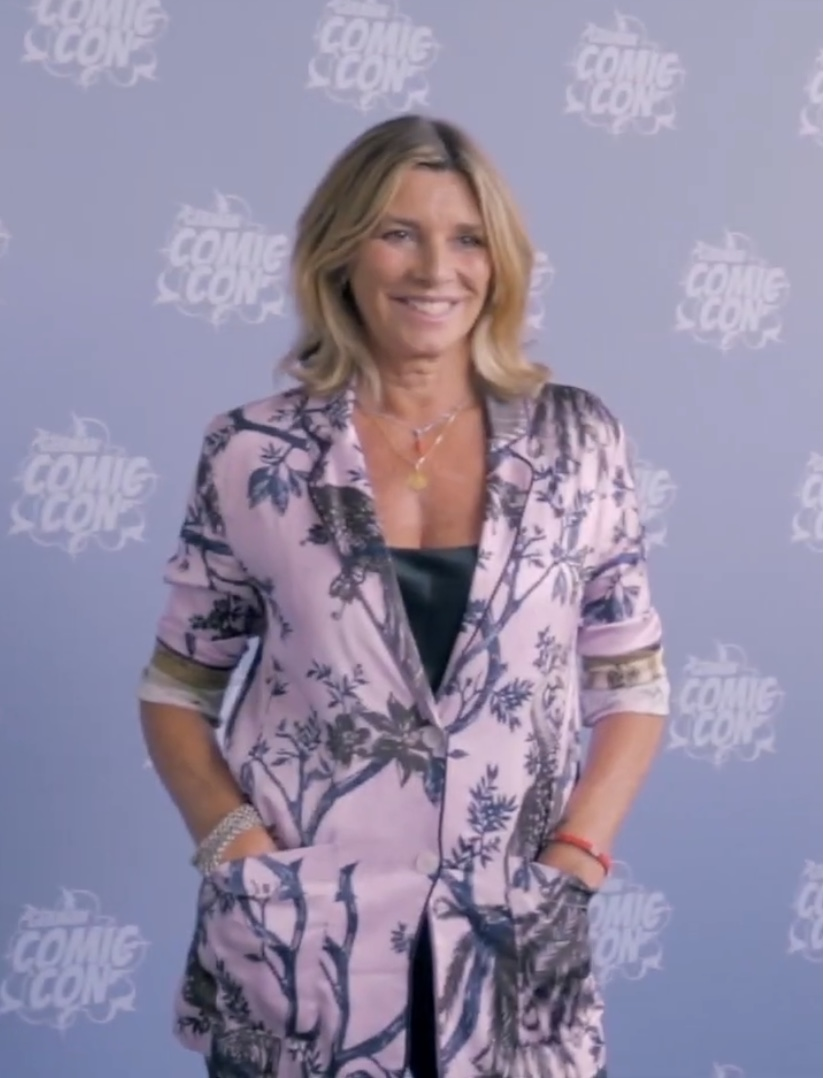
Cinzia Monreale în 2021

- 1975 Son tornate a fiorire le rose, regia Vittorio Sindoni
- 1976 Acea mișcare care îmi place atât de mult (Quel movimento che mi piace tanto), regia Franco Rossetti
- 1976 Pe veci al tău (Perdutamente tuo... mi firmo Macaluso Carmelo fu Giuseppe), regia Vittorio Sindoni
- 1976 Per amore di Cesarina, regia Vittorio Sindoni
- 1978 Șaua de argint (Sella d'argento), regia Lucio Fulci
- 1978 Bermude: la fossa maledetta, regia Tonino Ricci
- 1979 Buio Omega, regia Joe D'Amato
- 1980 Piedone în Egipt (Piedone d'Egitto), regia Steno
- 1984 I guerrieri dell'anno 2072, regia Lucio Fulci
- 1986 Sotto il ristorante cinese, regia Bruno Bozzetto
- 1992 Ritorno dalla morte - Frankenstein 2000, regia David Hills
- 1992 Dov'era lei a quell'ora?, regia Antonio Maria Magro
- 1993 Diario di un vizio, regia Marco Ferreri
- 1993 Nel continente nero, regia Marco Risi
- 1993 Kreola, regia Antonio Bonifacio
- 1996 La sindrome di Stendhal, regia Dario Argento
- 1996 Festival, regia Pupi Avati
- 1999 Il popolo degli uccelli, regia Rocco Cesareo
- 2000 La donna del delitto, regia Corrado Colombo
- 2000 Când o femeie nu doarme (Quando una donna non dorme), regia Nino Bizzarri
- 2001 L'accertamento, regia Lucio Lunerti
- 2001 Mario Schifano Tutto, regia Luca Ronchi
- 2002 Ilaria Alpi - Il più crudele dei giorni, regia Ferdinando Vicentini Orgnani
- 2002 Ultimo stadio, regia Ivano De Matteo
- 2005 Kill Gil, volume 1, regia Gil Rossellini
- 2006 Kill Gil, volume 2, regia Gil Rossellini
- 2016 Dark Signal, regia Edward Evers-Swindell
- 2017 L'incredibile storia della signora del terzo piano, regia Isabel Russinova și Rodolfo Martinelli

### Televiziune (selecție)
- La dolce casa degli orrori, regia Lucio Fulci – film TV (1989)
- I.A.S. - Investigatore allo sbaraglio, regia Giorgio Molteni – film TV (1999)
- Commesse – serie TV, un episodio (1999)
- Turbo – serial TV (1999-2000)
- La casa dell'angelo (2002)
- Don Matteo – serial TV, un episod (2008)
- Incantesimo – serial TV, 40 episoade (2008)
- Rex – serial TV, 3 episoade (2009)
- Distretto di Polizia – serial TV, episodic Episoade din Distretto di Polizia (2009)